# 영국-포르투갈 동맹
영국-포르투갈 동맹(포르투갈어: Aliança Luso-Inglesa)은 양자 협정에 의해 여전히 유효한 가장 오래된 동맹이다. 1373년 잉글랜드-포르투갈 조약을 통해 이전에 동맹을 맺었지만, 1386년 윈저 조약을 통해 잉글랜드 왕국(이후 승계되어 영국)과 포르투갈 왕국(현재는 포르투갈 공화국) 사이에 공식적으로 동맹이 수립되었다.
윈저 조약 체결 이후, 포르투갈 왕국과 잉글랜드 왕국, 그리고 이후 현대 포르투갈 공화국과 영국은 서로 전쟁을 벌인 적이 없으며, 독립 국가로서 반대편에서 전쟁에 참여한 적도 없다(아래에 설명된 짧은 예외 하나 제외). 포르투갈이 이베리아 연합에 편입되었을 때, 반란을 일으킨 포르투갈 파벌과 망명정부는 잉글랜드에서 피난처와 도움을 구했다. 잉글랜드는 폐위된 포르투갈 왕실 편에서 전쟁을 주도했다.
이 동맹은 양국의 군사 역사 전반에 걸쳐 양국에 도움이 되었으며, 영국이 반도 전쟁에 참여하고, 나폴레옹 전쟁에 주요 육군을 기여하고, 포르투갈에 영미군 기지를 설립하는 데 영향을 미쳤다. 포르투갈은 제1차 세계 대전과 같이 어려울 때 영국을 도왔다. 오늘날 포르투갈과 영국은 모두 NATO의 일원이다.

## 중세

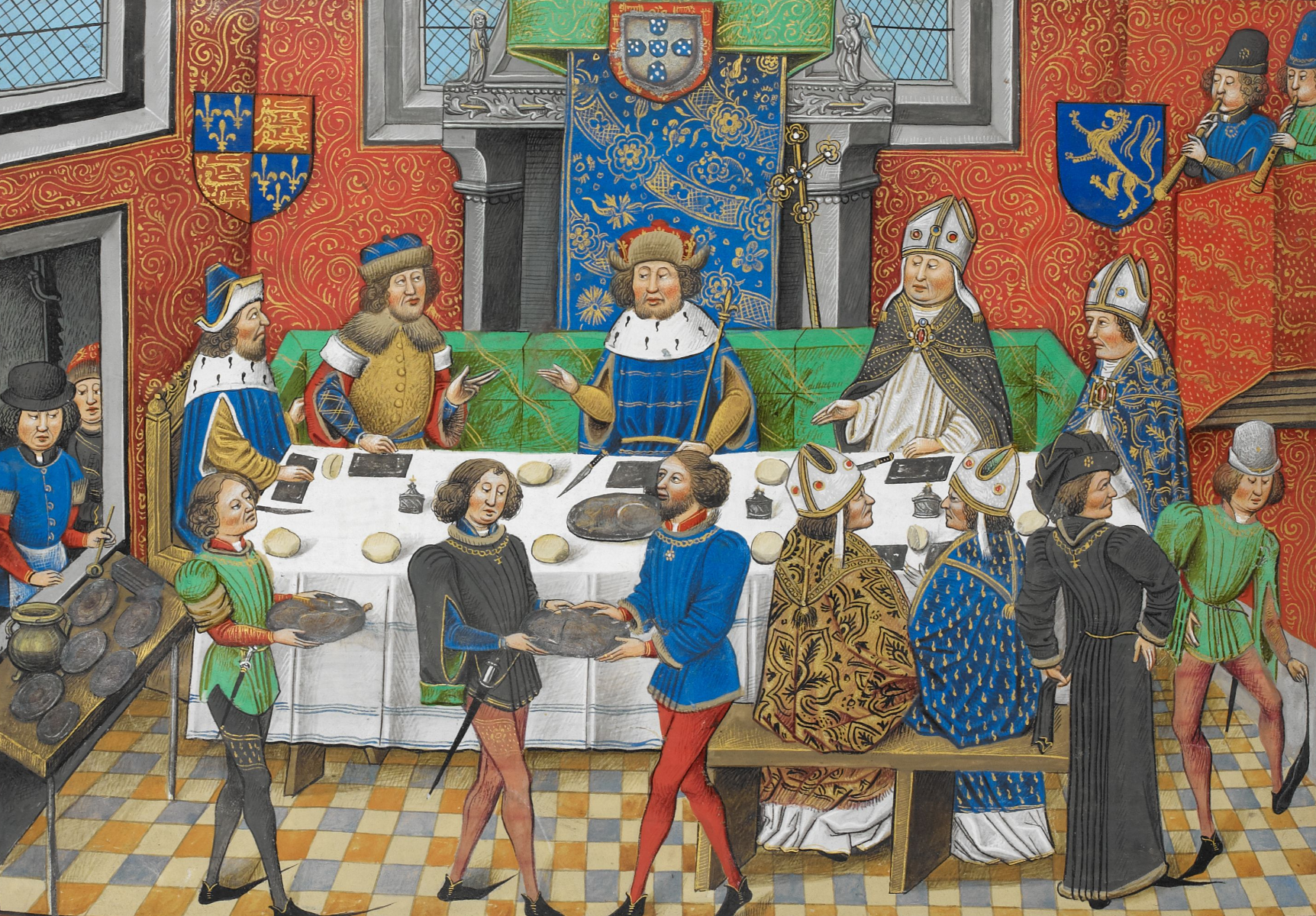
제1대 랭커스터 공작 곤트의 존이 주앙 1세로부터 대접받는 모습.

아비스가(1385년부터 1580년까지 포르투갈을 통치)에 대한 잉글랜드의 지원은 포르투갈과 잉글랜드의 협력의 토대를 마련했으며, 이는 500년 이상 포르투갈 외교 정책의 초석이 되었다. 그러나 포르투갈에 대한 잉글랜드의 지원은 훨씬 더 이전인 1147년 리스본 공방전으로 거슬러 올라간다. 당시 잉글랜드와 다른 북유럽 십자군들은 제2차 십자군에 참여하기 위해 성지로 향하던 중 리스본에 들러 포르투갈 국왕 아폰수 1세가 무어인으로부터 도시를 정복하는 것을 도왔다. 1386년 5월, 윈저 조약은 1294년에 시작되어 1372년 타길드 조약과 뒤이은 앵글로-포르투갈 조약 (1373년)으로 갱신되었으며 알주바로타 전투(1385년)에서 확인된 동맹을 두 나라 간의 영원한 우정 조약으로 확정했다. 조약의 가장 중요한 부분은 다음과 같이 명시되어 있다.
앞으로 어느 왕이나 그의 상속인이 다른 왕의 지원이나 도움을 필요로 하고, 그러한 도움을 합법적인 방식으로 동맹국에 요청하는 경우, 동맹국은 상대방의 영역, 토지, 영토 및 신민에게 닥칠 위험이 요구하는 범위 내에서 (어떠한 기만, 사기, 가장 없이) 가능한 한 상대방에게 원조와 지원을 제공할 의무를 진다. 그리고 그는 이 현재의 동맹에 의해 이를 이행할 의무를 확고히 진다.

1386년 7월, 선왕 에드워드 3세의 아들이자 미래의 헨리 4세의 아버지인 제1대 랭커스터 공작 곤트의 존이 포르투갈의 도움을 받아 카스티야 연합왕국 왕위에 대한 자신의 주장을 관철시키기 위해 원정군과 함께 갈리시아주에 상륙했다. 그는 카스티야 귀족들의 지지를 얻는 데 실패했고, 경쟁자로부터 현금 보상을 받고 잉글랜드로 돌아왔다.
제1대 랭커스터 공작 곤트의 존은 앵글로-포르투갈 동맹을 봉인하기 위해 그의 딸 랭커스터의 필리파를 주앙 1세 (포르투갈)와 결혼시켰다(1387년 2월). 이 결혼을 통해 주앙 1세는 시인 루이스 드 카몽이스가 "영광스러운 세대"라고 부른 왕자들의 세대의 아버지가 되었고, 이들은 발견의 시대 동안 포르투갈을 황금기로 이끌었다.
필리파는 왕실에 귀족 교육의 앵글로노르만 전통을 가져왔고 자녀들에게 좋은 교육을 시켰다. 그녀의 개인적인 자질은 최고 수준이었고, 그녀는 궁정을 개혁하고 엄격한 도덕적 행동 기준을 부과했다. 반면에 더 관용적인 포르투갈 귀족들은 그녀의 방식을 너무 전통적이거나 구식이라고 보았다.
필리파는 코다와 옷감에 대한 포르투갈의 욕구를 충족시키려는 잉글랜드 상업 이익을 위해 왕실 후원을 제공했고, 그 대가로 포도주, 코르크, 소금, 그리고 기름이 포르투의 잉글랜드 창고를 통해 운송되었다. 그녀의 장남 두아르트는 도덕적 작품을 저술하고 1433년에 왕이 되었다. 널리 여행하며 역사에 관심을 가졌던 코임브라 공작 페드루는 두아르트가 1438년 가래톳페스트로 사망한 후 섭정(1439년–1448년)이 되었다. 성자 페르난두(1402년–1443년)는 십자군이 되어 1437년 탕헤르 공격에 참여했고, 엔히크 항해왕자(1394년–1460년)로도 알려진 엔히크는 그리스도 기사단의 단장이자 포르투갈 초기 발견 항해의 주도자이자 조직자가 되었다.

## 단절과 갱신
포르투갈과 스페인 간의 60년 간의 왕조동맹인 이베리아 연합(1580년–1640년)은 이 동맹을 단절시켰다. 16세기 엘리자베스 1세가 펠리페 2세에 맞서 싸운다는 것은 포르투갈과 잉글랜드가 잉글랜드-스페인 전쟁 (1585년~1604년)과 네덜란드-포르투갈 전쟁에서 서로 반대편에 서 있었음을 의미했다. 포르투갈의 외교 정책은 잉글랜드에 대한 스페인의 적개심과 묶이게 되었다. 잉글랜드는 또한 1622년 페르시아의 오르무즈에 주둔한 포르투갈군을 점령했다.
그러나 1640년에 잉글랜드는 포르투갈의 브라간사가가 합스부르크가를 대신하여 포르투갈에서 권력을 장악하도록 지원하여 포르투갈과 스페인 간의 60년간의 왕조동맹을 종식시켰다. 포르투갈에 대한 잉글랜드의 지원은 포르투갈 왕정복고 전쟁 동안 동맹의 갱신을 확인시켜 주었다. 이는 잉글랜드 왕정복고와 카타리나 드 브라간사와 찰스 2세의 결혼 이후 더욱 공고해졌다. 포르투갈은 지참금의 일부로 탕헤르와 뭄바이를 할양했다. 잉글랜드는 현장 군사 지원 외에도 지중해와 리스본 및 포르투 해안에서 포르투갈 선박을 보호했다. 전쟁에서 스페인이 패배한 후, 잉글랜드는 1668년 리스본 조약을 중재하여 포르투갈의 독립과 페드루 2세 (포르투갈)의 왕위 인정을 이끌어냈다. 잉글랜드와의 동맹은 포르투갈 독립과 페드루의 지도력 강화에 결정적이었다. 그 대가로 포르투갈은 네덜란드로부터 회복한 대부분의 지역을 잉글랜드에 넘기고, 계피 무역을 반으로 나누며, 고아, 코친, 디우, 바이아주, 페르남부쿠주 및 리우데자네이루에 포르투갈 가족과 동일한 특권을 가진 잉글랜드 가족을 정착시키기로 약속했다.

## 17세기부터 19세기까지
"조지의 왕좌를 불멸의 전리품이 둘러싸네:
여기에는 으깨진 시기심, 저기에는 묶인 야망
브라간사의 혈통은 감사로 뭉쳐
브런즈윅의 혈통과 영원히 밀접하게 연결되네."

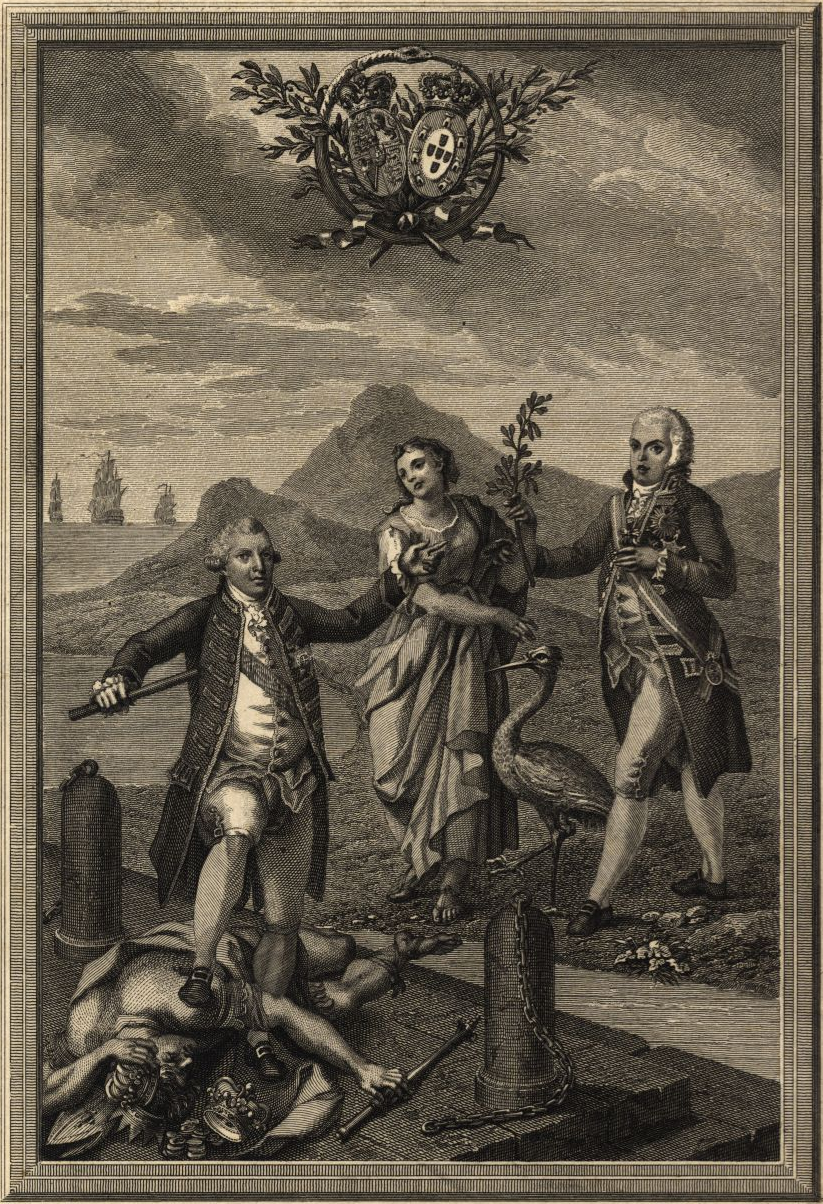
조아킴 카르네이루 다 실바(1810)의 조지 3세와 주앙 6세의 알레고리. 다음과 같은 시가 함께 쓰여 있다.
"조지의 왕좌를 불멸의 전리품이 둘러싸네:
여기에는 으깨진 시기심, 저기에는 묶인 야망
브라간사의 혈통은 감사로 뭉쳐
브런즈윅의 혈통과 영원히 밀접하게 연결되네."

이 동맹은 이베리아 연합의 해체 이후 재확인되었는데, 이는 주로 유럽과 해외에서 양국이 스페인, 네덜란드, 프랑스와 각각 경쟁했기 때문이다. 이 시기 동맹의 중요한 사건들은 다음과 같다.
- 스페인 왕위 계승 전쟁(1701년–1714년)은 포르투갈이 사보이아 공국과 함께 처음에는 프랑스 편에 섰지만, 블레넘 전투 이후 동맹국과 다시 합류했다.
- 7년 전쟁(1756년–1763년)은 1762년에 스페인이 포르투갈을 침공했을 때 영국이 포르투갈의 동맹국으로 개입했다. 압도적으로 우세한 병력에 직면했음에도 불구하고, 포르투갈과 영국군은 포르투갈 민병대 및 농민들과 함께 세 차례의 침공 시도에서 막대한 손실을 입은 스페인 및 프랑스군을 격퇴했다.
- 나폴레옹 전쟁(1803년–1815년)은 나폴레옹이 지배하는 유럽에서 고립된 포르투갈이 프랑스의 제재에도 불구하고 영국과 계속 무역을 했고, 결국 침공당했으나, 반도 전쟁 시기 영국의 도움으로 마침내 완전한 주권과 독립을 되찾았다. 당시 포르투갈 왕실(노쇠하고 정신적으로 장애가 있는 마리아 1세의 섭정으로 활동하던 주앙 6세 포함)은 영국 함대의 호위 아래 당시 브라질 부왕령으로 피난했다. 포르투갈은 또한 실패한 영국의 라플라타 침공을 도왔다.
- 자유주의 전쟁(1828년–1834년) 시기 영국이 자유파에 중요한 지원을 제공했다.
- 1890년 영국 최후통첩은 세실 로즈의 압력 아래 영국 정부가 포르투갈 정부에 현대의 보츠와나 지역에서 철수하고 포르투갈령 동아프리카 식민지 확장을 자제하라는 최후통첩을 보낸 것이다. 이는 알렉상드르 드 세르파 핀토의 해당 지역 탐험에 대한 응답으로 이루어졌다.[7] 1890년 최후통첩은 20년 후 포르투갈에서 군주제를 종식시킨 1910년 10월 5일 혁명의 주요 원인 중 하나라고 한다.[7]

## 20세기
20세기 동안, 이 조약은 여러 번 발동되었다.

### 제1차 세계 대전
- 독일군이 포르투갈령 동아프리카(현재 모잠비크)를 침략한 후, 포르투갈 원정군은 제1차 세계 대전 중 서부 전선에서 연합군 병사들과 함께 싸웠다.[8]

### 전간기
- 포르투갈은 스페인 내전 동안 국민파, 파시스트 이탈리아, 그리고 나치 독일에 원조를 제공했지만, 영국은 불간섭과 중립을 추구했다.

### 제2차 세계 대전
- 1939년 9월 전쟁 선포 시, 포르투갈 정부는 9월 1일 영국-포르투갈 동맹이 그대로 유지되지만, 영국이 포르투갈의 지원을 요청하지 않았으므로 포르투갈은 중립을 유지할 것이라고 발표했다. 1939년 9월 5일의 비망록에서 영국 정부는 이 합의를 확인했다. 영국 전략가들은 포르투갈의 비참전이 "스페인이 추축국 편에 서서 전쟁에 참전하는 것을 막는 데 필수적"이라고 보았다.[9]
- 1940년 5월 15일, 옥스퍼드 대학교의 등록관인 더글라스 빌은 포르투갈 총리 안토니우 드 올리베이라 살라자르에게 옥스퍼드 대학의 헵도마달 평의회가 "지난 월요일 회의에서 만장일치로 귀하에게 명예 민법학 박사 학위를 수락하도록 요청하기로 결정했다"고 통보했다.[10]
- 1940년 7월: 살라자르가 영국-포르투갈 동맹을 고수하기로 한 결정 덕분에 포르투갈 마데이라 제도는 연합국을 도울 수 있었다. 그 달, 약 2,500명의 지브롤터 피난민이 마데이라로 수송되었다.[11]
- 1940년 9월: 윈스턴 처칠은 살라자르에게 편지를 써 포르투갈을 전쟁에서 멀리 떨어뜨려 놓는 그의 능력에 대해 축하하며 "수세기 동안 지속된 영국-포르투갈 동맹의 여러 차례처럼, 이 중요한 문제에 있어서 영국과 포르투갈의 이해관계는 일치한다"고 주장했다.[10]
- 1940년부터 1944년까지 마드리드의 영국 대사였던 새뮤얼 호어는 전쟁 기간 동안 이베리아반도를 중립으로 유지하는 데 살라자르의 결정적인 역할을 인정했다. 호어 경은 자신의 30년 정치 생활 동안 유럽의 주요 정치가 대부분을 만났으며, 그들을 감명 깊게 한 인물 목록에서 살라자르를 매우 높은 순위에 두었다고 주장했다. 그는 살라자르가 "자국 이익이라는 한 가지 생각만을 가진 사람이었기에, 중립이라는 좁은 길에서 조금이라도 벗어나면 자신의 공적 삶 전체를 바쳤던 국가 재건 작업이 위태로워질 것이라고 확신했다"고 말했다. 또한 그는 "살라자르는 히틀러를 혐오했다"고 단언했으며, 포르투갈 정권은 나치즘과 파시즘과는 근본적으로 달랐고, 살라자르는 나치의 패배를 바라는 마음을 결코 숨기지 않았다고 밝혔다.[12]
- 제2차 세계 대전 동안 살라자르는 포르투갈을 중도 노선으로 이끌었지만, 그럼에도 불구하고 연합국에 원조를 제공했다. 리스본의 영국 대사 로널드 휴 캠벨은 살라자르가 동맹에 근본적으로 충성한다고 보았고, "그는 [살라자르]가 절박한 필요에 의해 요청이 이루어진다면 응답할 것"이라고 진술했다. 1943년 8월, 영국이 아소르스 제도에 기지 시설을 요청하고 포르투갈과 영국 간에 600년 이상 지속된 동맹을 발동했을 때,[13] 살라자르는 호의적으로 거의 즉시 응답했다.[14] 포르투갈은 전통적인 영국-포르투갈 동맹에 따라 영국에 포르투갈 영토 내 해군 기지를 허용했으며, 파이알섬의 오르타와 상미겔섬의 폰타델가다 항구, 그리고 테르세이라섬의 라즈스 비행장과 상미겔섬의 산타나 비행장 사용을 허가했다.[15]
- 1943년 11월, 리스본 주재 영국 대사 로널드 캠벨 경은 (살라자르를 인용하여) "엄격한 중립은 포르투갈의 중립에서 발생하는 전략적 이점에 대해 연합국이 지불한 대가이며, 만약 포르투갈의 중립이 엄격하지 않고 우리에게 더 호의적이었다면 스페인은 필연적으로 독일 편으로 완전히 넘어갔을 것이다. 만약 이런 일이 일어났다면 이베리아반도가 점령되었을 것이고 그 다음에는 북아프리카가 점령되었을 것이며, 그 결과 전쟁의 모든 흐름이 추축국에게 유리하게 바뀌었을 것"이라고 썼다.[16]
- 영국이 1943년 11월부터 1945년 6월까지 아소르스 제도의 라즈스 비행장을 사용하게 되면서, 1,200대의 B-17 및 B-24 폭격기를 포함하여 8,689대의 미군 항공기가 아소르스 제도의 라즈스 기지에서 대서양을 가로질러 비행했다. 수송기는 필수 인력과 장비를 북아프리카, 영국, 그리고 연합군이 서유럽에 거점을 확보한 후 파리 근처의 오를리 공항으로 운반했다. 유럽에서 돌아오는 비행기들은 부상당한 군인들을 태웠다. 아소르스 제도의 라즈스에 있는 의료진은 의료 치료와 재활을 위해 미국으로 가는 약 3만 명의 공중 후송 환자를 처리했다. 라즈스 비행장을 사용함으로써 미국과 북아프리카 간 비행 시간을 70시간에서 40시간으로 줄일 수 있었다. 비행 시간의 이러한 상당한 감소는 항공기가 미국과 북아프리카 간에 월별 거의 두 배 많은 횡단을 할 수 있게 했으며, 전쟁 중 아소르스 제도의 지리적 가치를 명확히 보여주었다.

### 전후
- 포르투갈과 영국은 1949년 NATO의 창립 회원국이었다.
- 1957년 유럽 경제 공동체 (EEC) 설립에 이어 1960년 유럽 자유 무역 연합 (EFTA)이 설립되었다. 포르투갈과 영국은 EFTA의 7개 창립 회원국 중 두 곳이었다. 1973년 영국은 덴마크와 아일랜드와 함께 EEC에 가입하기 위해 EFTA를 탈퇴했다. 포르투갈도 1986년 스페인과 함께 같은 길을 걸었다.
- 1982년 포클랜드 전쟁 동안, 아소르스 제도의 시설은 다시 영국 왕립 해군에 제공되었다.[1]

## 21세기
2022년 6월 13일, 안토니우 코스타 포르투갈 총리와 보리스 존슨 영국 총리는 런던에서 UK-포르투갈 양자 협력 공동 선언이라는 새로운 협정을 체결하여 영국-포르투갈 동맹을 강화하고 가장 오래 지속되는 동맹으로서의 지위를 확인했다. 이 공동 선언은 타길드 조약 650주년을 기념하기 위해 체결되었다.
잉글랜드-포르투갈 조약 650주년 기념일은 2023년 6월 16일 양국에 의해 공식적으로 기념되었다. 영국 정부는 이 때 "올해 말 서명될 예정인 새로운 양자 국방 협정을 통해 우리의 국방 협력을 다음 단계로 끌어올릴 것"이라고 밝혔다.

## 같이 보기
- 영국-포르투갈 관계
- 잉글랜드-포르투갈 조약 (1878년)
- 네덜란드-포르투갈 전쟁
- 영국-네덜란드 전쟁
- 알라크리티 작전
- 올드 동맹 (1295년에 스코틀랜드와 프랑스 사이에 맺은 동맹).

## 참고 문헌
- Country profile of Portugal, 영국 외무영연방부 웹사이트
- Hoare, Samuel (1946). 《Ambassador on Special Mission》 1판. UK: Collins. 124 and 125쪽.
- Kay, Hugh (1970). 《Salazar and Modern Portugal》. New York: Hawthorn Books.
- Leite, Joaquim da Costa (1998). 《Neutrality by Agreement: Portugal and the British Alliance in World War II》. 《American University International Law Review》 14 (Washington College of Law). 185–199쪽. 2014년 3월 19일에 확인함.
- Meneses, Filipe (2009). 《Salazar: A Political Biography》 1판. Enigma Books. 544쪽. ISBN 978-1929631902.
- Stone, Glyn (1994). 《The Oldest Ally: Britain and the Portuguese Connection, 1936–1941》. Boydell & Brewer Ltd. 228쪽. ISBN 9780861932276.